# Elezioni generali nella Repubblica Centrafricana del 2005
Le elezioni generali nella Repubblica Centrafricana del 2005 si tennero il 13 marzo (primo turno) e l'8 maggio (secondo turno) per l'elezione del Presidente e dei membri del Parlamento.

## Risultati

### Elezioni presidenziali
| Candidati              | Partiti                                               | I turno | I turno | II turno | II turno |
| Candidati              | Partiti                                               | Voti    | %       | Voti     | %        |
| ---------------------- | ----------------------------------------------------- | ------- | ------- | -------- | -------- |
| François Bozizé        | Convergenza Nazionale "Kwa Na Kwa"                    | 382 241 | 42,97   | 610 903  | 64,60    |
| Martin Ziguélé         | Movimento per la Liberazione del Popolo Centrafricano | 209 357 | 23,53   | 334 716  | 35,40    |
| André Kolingba         | Raggruppamento Democratico Centrafricano              | 145 495 | 16,36   |          |          |
| Jean-Paul Ngoupandé    | Partito di Unità Nazionale                            | 45 182  | 5,08    |          |          |
| Charles Massi          | Forum Democratico per la Modernità                    | 28 618  | 3,22    |          |          |
| Abel Goumba            | Fronte Patriottico per il Progresso                   | 22 297  | 2,51    |          |          |
| Henri Pouzère          | Indipendente                                          | 18 647  | 2,10    |          |          |
| Josué Binoua           | Indipendente                                          | 13 559  | 1,52    |          |          |
| Jean-Jacques Démafouth | Indipendente                                          | 11 279  | 1,27    |          |          |
| Auguste Boukanga       | Unione per il Rinnovamento e la Democrazia            | 7 085   | 0,80    |          |          |
| Olivier Gabirault      | Alleanza per la Democrazia e il Progresso             | 5 834   | 0,66    |          |          |
| Totale                 | Totale                                                | 889 594 | 100     | 945 619  | 100      |

### Elezioni legislative
| Liste                                                 | Voti | % | Seggi |
| ----------------------------------------------------- | ---- | - | ----- |
| Convergenza Nazionale "Kwa Na Kwa"                    |      |   | 42    |
| Movimento per la Liberazione del Popolo Centrafricano |      |   | 11    |
| Raggruppamento Democratico Centrafricano              |      |   | 8     |
| Partito Social Democratico                            |      |   | 4     |
| Fronte Patriottico per il Progresso                   |      |   | 2     |
| Alleanza per la Democrazia e il Progresso             |      |   | 2     |
| Associazione Löndö                                    |      |   | 1     |
| Altri                                                 |      |   | 34    |
| Totale                                                |      |   | 104   |